# HVV Den Haag
HVV (Haagse Voetbal Vereniging: Niederländisch für (Den) Haager Fußballverein) ist ein Amateurfußballverein in Den Haag, Niederlande. Er wurde 1883 als Erweiterung des HCC, (The) Hague Cricket Club, gegründet. Im Jahr 1978, anlässlich des hundertjährigen Bestehens des Vereins, gewährte Königin Juliana dem Verein die königliche Schirmherrschaft mit dem Präfix Koninklijke (“Königlich”) wegen seiner Vorreiterrolle im Sport einschließlich der Gründung des Königlichen Niederländischen Fußballverbandes (KNVB) im Jahr 1889. Seitdem heißt er Koninklijke Haagse Cricket & Voetbal Vereniging (Royal The Hague Cricket & Football Club), abgekürzt KHC&VV. Das Vereinsgelände befindet sich seit 1898 im 1.200 Zuschauer fassenden „De Diepput“ an der Grenze zwischen Benoordenhout und Wassenaar. Der Verein bietet mittlerweile auch Tennis, Squash und Judo an und hat rund 1750 Mitglieder.

## Geschichte
Die HVV war der erfolgreichste niederländische Fußballverein vor dem Ersten Weltkrieg und gewann zwischen 1890 und 1914 zehn niederländische Meisterschaften. Zwei seiner Spieler gewannen mit der niederländischen Mannschaft Bronzemedaillen beim olympischen Fußballturnier 1912. Anschließend wurde er als Top-Club in Den Haag von dem HBS Craeyenhout und dann ADO abgelöst. Die letzte Saison im Spitzenfußball war 1932. Die Einführung der Professionalität durch den KNVB im Jahr 1954 hatte keine Auswirkungen auf unterklassige Vereine wie den HVV.

## Aktueller Stand
Der HVV ist heute ein Amateurfußballverein. Die Hauptmannschaft, HVV 1, stieg nach der Saison 2006/2007 und erneut in der Saison 2008/2009 auf und spielt nun in der Tweede Klasse C, der siebten Spielklasse der Niederlande im KNVB Distrikt West 2.

## Errungenschaften
Im Mai 2007 befürwortete die KNVB ein Programm für Teams, die für jeweils zehn gewonnene nationale Meisterschaften einen goldenen Stern auf ihren Trikots tragen sollten; HVV ist neben Ajax, Feyenoord und PSV, drei ehemaligen Europapokalsiegern, eines von vier Teams, die für einen Stern in Frage kommen. Das erste Trikot mit dem goldenen Stern wurde am 24. November 2007 anlässlich der Eröffnung des neuen Clubhauses des Clubs versteigert.

## Erfolge
- Niederländischer Fußballmeister: 1891, 1896, 1900, 1901, 1902, 1903, 1905, 1907, 1910 und 1914
- KNVB-Pokal-Sieger: 1903, außerdem Finalteilnehmer 1899, 1904 und 1910